# Robotman (DC Comics)
Pour les articles homonymes, voir Robotman.
Robotman est un personnage de fiction, un super-héros cyborg appartenant à l'univers de DC Comics. Créé par les scénaristes Arnold Drake, Bob Haney et le dessinateur Bruno Premiani, le personnage est apparu pour la première dans le comic book My Greatest Adventure #80.
Il est un membre d'un groupe de super-héros nommé Doom Patrol.

## Biographie du personnage
Clifford Steele est un pilote de course automobile, victime de ce qui semble être à l'époque un tragique accident de voiture. Son corps est presque entièrement détruit mais son cerveau est préservé et transféré dans un corps artificiel. Steele est alors profondément traumatisé quand il reprend conscience et s'aperçoit qu'il n'est qu'une machine. Pendant un temps il devient même une menace, se retournant contre les êtres normaux. Reprenant ses esprits, il intègre les rangs de la Doom Patrol, une sorte de groupe de soutien pour des héros hors-normes. À travers les différentes incarnations du groupe, Robotman est le membre qu'on retrouve le plus régulièrement dans la série.

## Pouvoirs et capacités
Le corps artificiel de Robotman lui donne l'équivalent d'une force surhumaine ainsi que certaines capacités annexes. Bien que le personnage soit généralement très résistant et pratiquement indestructible, les premiers épisodes montraient régulièrement son corps artificiel détruit ou endommagé, nécessitant des réparations importantes.